# Guedea sacra
Guedea sacra är en svampart som beskrevs av Rambelli & Bartoli 1978. Guedea sacra ingår i släktet Guedea, divisionen sporsäcksvampar och riket svampar.   Inga underarter finns listade i Catalogue of Life.